# Gladde viervlekpriemkever
De gladde viervlekpriemkever (Bembidion illigeri) is een keversoort uit de familie van de loopkevers (Carabidae). De wetenschappelijke naam van de soort werd in 1914 gepubliceerd door Fritz Netolitzky. Hij stelde de naam voor als nomen novum voor Bembidion quadriguttatum Illiger, non Bembidion quadriguttatum (Fabricius, 1775) [Carabus quadriguttatus Fabricius, 1775 = Bembidion quadrimaculatum Linnaeus, 1761]. Deze naam komt in de literatuur ook voor als Bembidion tetragrammum illigeri, dus met de status van ondersoort.